# Marché de Ciudadela
Le marché de Ciudadela est un marché mexicain de style traditionnel spécialisé dans la vente d'artisanat et d'art populaire mexicain, situé dans le coin sud-ouest du centre historique de Mexico. Ce marché est le premier du genre dans le pays, créé juste avant les Jeux olympiques d'été de 1968 pour promouvoir cet aspect du patrimoine culturel du Mexique. Il abrite plus de 350 vendeurs, pour la plupart de petits opérateurs vendant aux touristes mexicains et étrangers.

## Le site
Le marché est situé dans le quartier de Ciudadela (citadelle), dans la délégation Cuauthémoc, dans le coin sud-ouest du centre historique de Mexico, à 15 minutes à pied d'Alameda Central, près du métro Balderas,.
Le marché et le quartier portent le nom de Ciudadela, d'après un bâtiment construit à la fin du XVIIIe et au début du XIXe siècle, qui influence l'architecture austère de la région. Le bâtiment est construit à l'origine pour être la Real Fábrica de Puros y Cigarros de México (es), une usine de tabac sous le contrôle de la monarchie espagnole,. Conçue à l'origine par un architecte militaire et pendant la guerre d'indépendance du Mexique, l'usine est transformée en citadelle en 1816, utilisée pour emprisonner des rebelles tels que José María Morelos y Pavón et conserve sa fonction militaire au début du XXe siècle. Pendant la révolution mexicaine, elle et sa place adjacente sont le théâtre de divers événements de la Decena Trágica (décade tragique), puis elle est déclarée monument national en 1931.
Le bâtiment est converti à son usage actuel, sous le nom de Bibliothèque du Mexique en 1944, plus tard renommée du nom de José Vasconcelos, puis remodelé en 1987 et 2011.
Le quartier conserve une grande partie de son architecture traditionnelle, avec la place qui accueille divers marchés et des danzones sur la musique live le dimanche. La place et les rues avoisinantes sont également connues pour être un endroit pour les hommes et les femmes qui recherchent des rapports sexuels occasionnels la nuit (et non la prostitution), malgré les efforts déployés par la ville pour décourager cette pratique.
Le marché de l'artisanat et de l'art populaire est un ajout plus récent au quartier, situé sur un site de 1,6 hectare sur le côté nord de la Ciudadela, une zone également connue sous le nom de Plaza de San Juan,,.

## Opérations
Le marché abrite plus de 350 vendeurs de vingt-deux États du Mexique. La plupart d'entre eux sont de petits opérateurs et beaucoup n'acceptent que de l'argent liquide,,. Ils représentent près de douze millions de personnes au Mexique qui dépendent de l'artisanat pour leur subsistance, dont beaucoup sont des femmes.
C'est le premier marché de ce type au Mexique, dans le but de promouvoir l'artisanat en tant qu'élément du patrimoine culturel du Mexique,. Il est très fréquenté par les touristes mexicains et étrangers, faisant la plupart de ses affaires pendant les périodes de vacances,.
Elle possède l'une des sélections les plus complètes d'artisanat mexicain du pays,. Les marchandises comprennent des vêtements, des alebrijes, des meubles, des bijoux, du verre, des textiles, des céramiques, des hamacs, des miroirs à cadre en tuiles, de l'argenterie, de la cartonería, des tapis, des plateaux d'Olinalá, des sombreros et des instruments de musique,,.

## Histoire
Le marché est créé en 1965 dans le cadre des préparatifs des Jeux olympiques d'été de 1968, lorsque le gouvernement mexicain invite des artisans de tout le pays à venir apporter leurs produits artisanaux à la ville pour les présenter sur le site. Pour la Coupe du Monde de la FIFA 1970, le même site est utilisé pour promouvoir la vente de souvenirs. Le succès de ces deux entreprises conduit à la construction d'un marché permanent,.
Bien que de nombreux vendeurs soient présents sur le site depuis des décennies, le statut juridique de l'immeuble est remis en question. Dans les années 1960, le site appartient à la Chambre des députés, le président mexicain Gustavo Díaz Ordaz ordonnant que le terrain soit utilisé pour le marché olympique. Le site est ensuite administré par le Sénat mexicain qui cède ensuite le marché au gouvernement de la ville de Mexico, qui l'administre toujours.
Depuis les années 2010, les ventes sur le marché chutent de près de soixante pour cent, selon les vendeurs, en raison d'une baisse du tourisme au Mexique,. En 2011, le Sénat mexicain envisage de vendre le terrain, évalué entre 100 et 120 millions de pesos, afin de recueillir des fonds pour le nouveau bâtiment du Sénat,. Cela incite les vendeurs du marché à faire pression pour que le bâtiment et le terrain soient cédés aux vendeurs eux-mêmes et pour que le gouvernement de la ville de Mexico rénove le site afin de le rendre plus attrayant pour les touristes,,.